# ساندویچ پنیر و ترشی
ساندویچ پنیر و ترشی (که گاهی به عنوان ساندویچ پنیر و چتنی یا ساندویچ شخم زن از شباهت آن به ناهار شخم زن نیز شناخته می‌شود) یک ساندویچ بریتانیایی است. همان‌طور که از نامش پیداست، از پنیر ورقه‌ای یا رنده شده (معمولاً چدار) و ترشی (چتنی شیرین و سرکه‌ای که محبوب‌ترین برند آن برانستون است) تشکیل شده‌است که بین دو تکه نان قرار گرفته‌است. سطوح داخلی برش‌های نان ممکن است با کره یا مارگارین پخش شود و ساندویچ ممکن است شامل سالادهایی مانند کاهو و راکت باشد.
یک نظرسنجی غیررسمی توسط سوپرمارکت‌های زنجیره‌ای آلمانی آلدی نشان می‌دهد که ساندویچ مورد علاقه بریتانیا است. یکی از شناخته شده‌ترین ساندویچ‌های پنیر و چتنی بریتانیا در فروشگاه غذای بزرگ کورنیش در ترورو، کورنوال به فروش می‌رسد. سرآشپزهای مشهوری مانند جیمی الیور ، آنتونی وورال تامپسون و هیری بایکرز دستور پخت خود را برای ساندویچ تهیه کرده‌اند. الیور محبوبیت ساندویچ را به روشی نسبت می‌دهد که در آن «ترشی کاملاً نرمی نرم پنیر را تکمیل می‌کند و سرکه ترشی غنای پنیر را متعادل می‌کند».